# Los Protectores de Sion
Los Protectores de Sión, es una sociedad secreta que la conforman los católicos, tal sociedad secreta se encuentra en Costa Rica, no existe ubicación especipífica de sus lugares de reunión, pero si está claro que es una sociedad secreta religiosa y creyente en Dios, su nombre se deriva de el Priorato de Sión, el cual se supone que esconde un secreto al cual se le denomina "Tan Oscuro El Engaño Del Hombre", según la historia, los Protectores de Sión tienen conocimiento acerca de ese secreto y juró protegerlo para siempre.
Hoy en día se dice que el Priorato de Sión desapareció con el tiempo pero el secreto no se ha perdido, supuestamente el secreto lo guarda " Los Protectores de Sión" para que el secreto no se perdiera, ese secreto de describe como un secreto, que de ser revelado destruiría la paz mundial.
- Datos: Q25404989